# Franco Fanti
Franco Fanti (Colorina, 21 de março de 1924 — Cantù, 20 de setembro de 2007) foi um ciclista italiano, profissional entre 1949 e 1952. Durante sua carreira como amador, ele participou em dois eventos nos Jogos Olímpicos de 1948, em Londres. Nessas Olimpíadas de 1948, ele terminou em décimo nono lugar na estrada individual e em quarto na estrada por equipes.

## Palmarès
- 1947
  - 1º lugar na Coppa Ugo Agostoni
- 1947
  - 1º lugar na Volta a Iugoslávia

Resultados do Giro d'Italia
- 1950. 56º na classificação geral